# Keljbadžarski rajon
Keljbadžarski rajon (azerski: Kəlbəcər rayonu, armenski: Քարվաճառի շրջան) je jedan od 66 azerbajdžanskih rajona. Keljbadžarski rajon se nalazi na zapadu Azerbajdžana na granici s Armenijom. Središte rajona je Keljbadžar. Površina Keljbadžarskog rajona iznosi 3.050 km². Keljbadžarski rajon je prema popisu stanovništva iz 2009. imao 80.769 stanovnika, od čega su 40.528 muškarci, a 40.241 žene.
Skoro cijeli rajon je u Prvog rata u gorskom Karabahu došao pod kontrolu Gorskog Karabaha, a u drugom ratu 2020. je njegov veći dio vraćen pod nadzor Azerbajdžana.